# Paterno de Scissy
San Paterno de Scissy o de Avranches (Poitiers c. 482-565) fue un monje de la abadía de Marnes. Es venerado como santo por la Iglesia católica. 

## Biografía
Paterno nació alrededor del año 482, aunque la fecha exacta se desconoce, en Poitiers en el seno de una familia devota. Su padre fue a Patranus Irlanda para pasar sus días como ermitaño en soledad. Debido a esto, Paterno abrazó con fervor la vida religiosa. Se convirtió en monje de la abadía de Marnes de Francia. Más tarde, San Paterno fue a Gales, donde construyó un monasterio llamado Llanpatenvaur. Al poco tiempo, tuvo intención de alcanzar la perfección de la virtud cristiana de la vida de penitencia en la soledad. Entró en la soledad con su compañero monje, San Escubilión. El bosque de Seicy en el diócesis de Coutances era el lugar donde se convirtió en un ermitaño. En una fecha posterior, el abad de la región que conocía a Paterno le recomendó al obispo de Coutances y éste le hizo un sacerdote en 512. Junto con San Escubilión evangelizaron las costas occidentales y estableció en su monasterio del que se hizo el abad general. 

Su festividad se celebra el 16 de abril